# Ryan Gibbons
Ryan Gibbons (ur. 13 sierpnia 1994 w Johannesburgu) – południowoafrykański kolarz szosowy.

## Osiągnięcia
Opracowano na podstawie:

2013
- 3. miejsce w mistrzostwach Afryki (jazda drużynowa na czas)

2017
- 1. miejsce w Tour de Langkawi
  - 1. miejsce w klasyfikacji punktowej
  - 1. miejsce na 5. etapie

2018
- 2. miejsce w mistrzostwach Południowej Afryki (jazda indywidualna na czas)

2019
- 2. miejsce w mistrzostwach Południowej Afryki (start wspólny)
- 3. miejsce w mistrzostwach Afryki (jazda indywidualna na czas)
- 1. miejsce w igrzyskach afrykańskich (jazda drużynowa na czas)
- 1. miejsce w igrzyskach afrykańskich (jazda indywidualna na czas)
- 2. miejsce w igrzyskach afrykańskich (start wspólny)

2020
- 1. miejsce w mistrzostwach Południowej Afryki (start wspólny)

2021
- 1. miejsce w mistrzostwach Afryki (jazda drużynowa na czas)
- 1. miejsce w mistrzostwach Afryki (jazda indywidualna na czas)
- 1. miejsce w mistrzostwach Afryki (mieszana jazda drużynowa na czas)
- 1. miejsce w mistrzostwach Afryki (start wspólny)
- 1. miejsce w mistrzostwach Południowej Afryki (jazda indywidualna na czas)
- 1. miejsce w Trofeo Calvia

2022
- 2. miejsce w Trofeo Alcudia-Port d'Alcudia

## Rankingi
| Rok             | 2014 | 2015 | 2016 | 2017  | 2018  | 2019 | 2020 | 2021 | 2022 | 2023  | 2024 |
| --------------- | ---- | ---- | ---- | ----- | ----- | ---- | ---- | ---- | ---- | ----- | ---- |
| UCI World Tour  |      |      | -    | 339.  | 377.  |      |      |      |      |       |      |
| World Ranking   |      |      | 877. | 215.  | 1119. | 92.  | 277. | 82.  | 419. | 1373. | 308. |
| UCI Europe Tour | -    | -    | 598. | 1412. | 1376. |      |      |      |      |       |      |
| UCI Asia Tour   | -    | -    | -    | 10.   | -     |      |      |      |      |       |      |
| UCI Africa Tour | 161. | 69.  | 188. | 70.   | 97.   | 3.   | 6.   | 2.   | 13.  | 80.   | 8.   |
|                 |      |      |      |       |       |      |      |      |      |       |      |
| Źródło: UCI     |      |      |      |       |       |      |      |      |      |       |      |